# Mine de Ptolemaïda-Flórina
 (mars 2025).
Si vous disposez d'ouvrages ou d'articles de référence ou si vous connaissez des sites web de qualité traitant du thème abordé ici, merci de compléter l'article en donnant les références utiles à sa vérifiabilité et en les liant à la section « Notes et références ».
La mine de Ptolemaïda-Flórina (en grec moderne : Πτολεμαΐδας-Φλώρινας) est une mine de lignite et de charbon à ciel ouvert située en Grèce dans la périphérie de Macédoine-Occidentale. C'est la principale mine de charbon de Grèce. Elle alimente la centrale thermique d'Agios Dimitrios.